# New Kids Nitro
New Kids Nitro ist ein niederländischer Kinofilm, der auf der Fernsehserie New Kids basiert und der Nachfolger des 2010 erschienenen Films New Kids Turbo ist. Der Film wurde von Eyeworks produziert und in Deutschland von Constantin Film vertrieben.

## Handlung
Die fünf „New Kids“, Richard, Robbie, Rikkert, Barrie und Gerrie, aus dem niederländischen Dorf Maaskantje geraten bei einem Fußballspiel ihres Dorfvereins mit einer Gruppe Fans der Gastmannschaft aus dem benachbarten Ort Schijndel aneinander. Der Konflikt setzt sich über mehr als die erste Hälfte des Films fort und wird in diversen Schlägereien, Autorennen, Rache- und Vergeltungsaktionen ausgetragen, in die auch Deborah, die hochschwangere, dauerbetrunkene Freundin des Schijndeler Anführers immer wieder verwickelt wird, in die sich Rikkert verliebt. Im Verlauf des Konflikts entstehen die für die Serie und den vorigen Film typischen hohen Sach- und Personenschäden. Besonders die örtliche Polizei verliert im Laufe der Auseinandersetzungen mehrere ihrer Fahrzeuge und der Dorfpolizist seinen Job.
Später kämpfen die New Kids mit Unterstützung der Gruppe aus Schijndel gegen eine Zombie-Gefahr (ähnlich dem Film Shaun of the Dead), die sich nach einem Meteoriteneinschlag in der Provinz Friesland im Norden der Niederlande breit gemacht hat. An dem Meteoriten hatten zuvor Kühe geleckt; daraufhin hatte sich ihre Milchproduktion explosionsartig erhöht. Die überschüssige Milch wurde an die Bevölkerung verteilt. Wer sie trank, wurde zum Zombie, nur davon getrieben, noch nicht Infizierte zu beißen und die Epidemie weiter zu verbreiten. Die New Kids sitzen in der Zwischenzeit in Haft, nachdem sie bei einem Autorennen mit den Schijndelern festgenommen worden waren. Das zunächst untätige Verteidigungsministerium beschließt die fünf Jungs aus Maaskantje zur Bekämpfung der Zombies nach Friesland zu schicken, sie werden freigelassen, flüchten jedoch sofort, da sie fürchten, dass D’n Dave Richards Mutter etwas antut. Sie finden den Wohnwagen von Richards Mutter verwüstet, sie selber aber unversehrt vor. Richard schenkt ihr, um sie in Sicherheit zu bringen, eine Reise auf die friesische Insel Ameland. Als sie erfahren, dass Richards Mutter am Fährhafen von Ameland von den Zombies angegriffen wurde, lassen sie sie in Abwesenheit beerdigen. Als ein guter Sänger und Kumpel der New Kids, Ronnie, der hier als Grabredner fungiert, Richard mitteilt, dass sein Vater aus Schijndel kommt, entscheidet er sich, nach Friesland zu fahren, die Zombies zu vernichten und die Leiche seiner Mutter heim zu holen. Er wird von den anderen New Kids, auch von D’n Dave, dem Imbisswirt Henk, dem rothaarigen „Mongo“ (ein behinderter Mann mit Down-Syndrom) aus der Serie und einer Gruppe junger arabischer Migranten aus dem Eindhovener Vorort Woensel begleitet und mehr oder weniger unterstützt. Sie alle machen sich mit reichlich Waffen ausgestattet nach Friesland auf. Unterwegs erfahren sie, dass die Regierung ihnen inzwischen die versprochene Belohnung versagt und ihnen verbietet, nach Friesland zu fahren. Sie tun es trotzdem und bekämpfen zunächst eine größere Gruppe Zombies durch exzessiven Schusswaffengebrauch. Allerdings geht ihnen die Munition aus und sie müssen flüchten. Ihr nächstes Ziel ist der Fährhafen nach Ameland, wo Richard seine Mutter als Zombie wiederfindet und ihr den Kopf abschlägt. In der Zwischenzeit werden die New Kids von den Zombies umstellt. Um den Konflikt zu entscheiden, vereinbaren die New Kids nun auch mit den Zombies ein Autorennen, das die New Kids gewinnen, indem der Behinderte das gegnerische Auto aus zwei auf dem Auto angebrachten Maschinengewehren beschießt. Die „überlebenden“ Zombies werden in Güterwagen verbracht und abtransportiert, die Szenerie dabei erinnert stark an die Deportation von Juden unter dem deutschen NS-Regime. Rikkert erschießt in der Schlussszene den Anführer der Schijndeler und kommt dadurch mit Deborah zusammen. Die „New Kids“ erhalten von der Regierung nun doch Orden der Königin und vor allem die ursprünglich versprochene Belohnung: Sie müssen nie mehr arbeiten und bekommen kostenlos Prostituierte zugeteilt. Rikkert trennt sich daraufhin wieder von Deborah. Zum Titelsong des Films „Huren bumsen, nie mehr schuften“ (niederländisch Hoeren Neuken Nooit Meer Werken) beginnt die große Abschlussparty.

## Entstehung
| Figur             | Darsteller           | Deutscher Sprecher |
| ----------------- | -------------------- | ------------------ |
| Richard Batsbak   | Huub Smit            | Huub Smit          |
| Robbie Schuurmans | Steffen Haars        | Steffen Haars      |
| Gerrie van Boven  | Tim Haars            | Tim Haars          |
| Rikkert Biemans   | Wesley van Gaalen    | Wesley van Gaalen  |
| Barrie Butsers    | Flip van der Kuil    | Flip van der Kuil  |
| D’N Dave          | Guido Pollemans      | Tobias Müller      |
| Ronnie            | Max van den Burg     | Michael Iwannek    |
| Peter Vernhout    | Daan van Dijsseldonk | Marius Clarén      |
| Henk              | Ruud Matthijssen     | Bernhard Völger    |
| Deborah           | Juliette van Ardenne |                    |
| Polizist Adrie    | Bart De Rijk         | Tim Moeseritz      |

Der Film wurde in Amsterdam, Goes, Graft-De Rijp, Haarlem, Hilvarenbeek, Maaskantje, Schermer, Sint-Oedenrode, Sint-Michielsgestel, Terneuzen und Tholen gedreht. Damit erfolgten die Dreharbeiten nicht in Friesland, wo ein großer Teil der Handlung des Films spielt. Die Dreharbeiten begannen am 28. Juni 2011 auf dem Campingplatz in Netersel.
Die deutschen Synchronstimmen der fünf Hauptdarsteller sind wie immer von den Darstellern selbst mit einem derben niederländischen Akzent gesprochen und verstärken so die komisch-proletarische Wirkung der Charaktere, während alle anderen Darsteller von anderen Personen synchronisiert werden, die Hochdeutsch sprechen.
Das Titellied Hoeren Neuken Nooit Meer Werken (dt. Huren bumsen, nie mehr schuften) wurde von Corry Konings eingesungen, der bis auf Platz 8 in den niederländischen Single-Charts kletterte. Der Soundtrack zum Film erreichte Platz 98 in den niederländischen Albumcharts. Paul Elstak, der wie in New Kids Turbo in einem Cameo-Auftritt zu sehen ist, steuerte den Titel It’s Party Time bei.

## Veröffentlichung
New Kids Nitro feierte am 6. Dezember 2011 seine Weltpremiere in Eindhoven. Am 7. Dezember 2011 war er erstmals in Belgien zu sehen, während er 8. Dezember 2011 in den niederländischen Kinos anlief. In Deutschland war der Film erstmals am 5. Januar 2012 zu sehen.
Die Einspielergebnisse von New Kids Nitro liegen mit rund 170.000 Besuchern am ersten Kinowochenende nur knapp hinter denen des ersten Teils New Kids Turbo, der etwa 200.000 Zuschauer in die Kinos lockte und damit der beste Kinostart eines niederländischen Films in Deutschland war. Insgesamt lockte New Kids Nitro 318.117 Besucher in die deutschen Kinos. In den Niederlanden sahen New Kids Nitro mehr als 400.000 Besucher. Am Eröffnungswochenende spielte der Film in den Niederlanden über 1,1 Millionen Euro ein.

## Rezeption
Stefan Geisler von Filmstarts ist der Meinung, der Film sei „eine platte Aneinanderreihung bekannter Running Gags“. „Mit New Kids Nitro setzt das Regie-Duo nun da an, wo es beim Vorgänger aufgehört hat und überschreitet immer wieder bewusst die Grenzen des guten Geschmacks.“ Geisler lobt jedoch den überzeichneten Wechsel ins Zombie-Genre, der durch gelungene Spezialeffekte zu überzeugen weiß: „Immerhin sorgt die nahende Zombie-Invasion für etwas Schwung und Abwechslung im angestaubten Maaskantje-Setting.“ Geislers Fazit lautet: „Die New Kids schlagen wieder zu: New Kids Nitro ist eine in die Länge gezogene Gagparade voller spätpubertärer Zoten, grenzdebiler Dialoge und gezielter Angriffe auf den guten Geschmack. Die Fans werden begeistert sein.“
Die Redaktion von Cinema schreibt, der „handwerklich erstaunlich hochwertige Splatter-Ulk erinnert an Shaun of the Dead, ansonsten verstoßen die Macher mit ihrer krassen Kalauerrevue wieder konsequent gegen jede mögliche Moral und gute Sitte“, jedoch „[o]hne sich […] über das prollige Personal zu erheben oder lustig zu machen“. Dabei sei die Beurteilung, „[w]ieviel satirisches Hirn man diesem Irrsinns-Mix aus Three Stooges, Flodder und dem Cocktail aus Blut, Schweiß und Sperma“ unterstelle, „jedem selbst überlassen“, der Film habe nichtsdestotrotz „eine gewisse – wenn auch grobschlächtige – Herzlichkeit“. Das Fazit: „So geschmacklos, politisch unkorrekt und witzig wie der erste Film.“
Laut dem Lexikon des internationalen Films eine „derbe, kalkuliert trashige Nummernrevue comichaft überzeichneter Exzesse“, welche „im letzten Drittel in ein Splatter-Finale mündet, bei dem sich die Protagonisten durch Scharen von Zombies metzeln“.